# Paintball

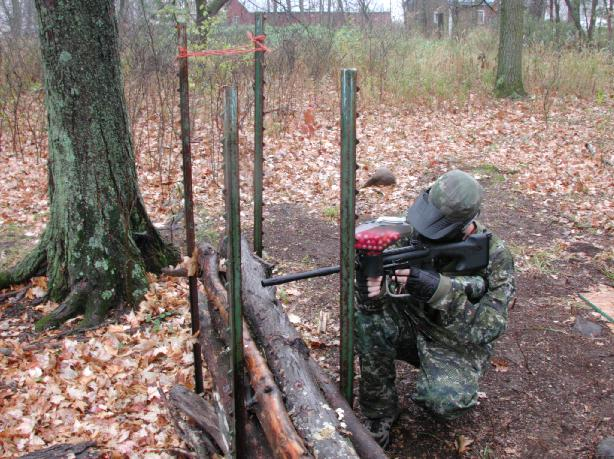

Paintball este un sport la care jucătorii participă individual sau în echipă. Scopul jocului este eliminarea adversarilor prin marcarea lor cu capsule-proiectil din gelatină umplute cu un amestec colorat pe bază de apă (denumite paintballs – bile cu vopsea). Aceste proiectile sunt propulsate cu ajutorul unor arme cu aer comprimat, denumite marcatoare sau arme de paintball. Aceste marcatoare funcționează, la rândul lor, cu butelii (miniatură) de dimensiuni reduse, umplute cu aer comprimat, dioxid de carbon (CO2) sau azot sub presiune. La impactul cu un obiect, bila proiectată se sparge iar conținutul se împrăștie și marchează cu vopsea locul atins respectiv.
Acest joc este practicat și la nivel de sport profesionist. Acest lucru implică competiții naționale și internaționale, echipe profesioniste, ligi etc. Paintball-ul este folosit și de către forțele de ordine și chiar în armată în scopuri de antrenament.
Paintball-ul este practicat pe terenuri exterioare sau interioare de dimensiuni variate. Un teren de joc este presărat cu obstacole naturale sau artificiale pe care participanții le folosesc pentru a se ascunde. Terenul standard de joc pentru competiții este de L x l (50 m x 30 m), îngrădit cu plasă specială pentru ca bilele cu vopsea sa nu ajungă în afara terenului, unde ar putea cauza accidente. Cât despre terenul aflat în pădure sau locații dezafectate, acestea ajung până la suprafețe destul de mari și care duc la obținerea unui cadru real, care sunt la mare căutare, deoarece acestea creează atmosferă de luptă și plasează jucătorul în mediul dorit, dând astfel importanță și seriozitate jocului, lucru care îl face atent și responsabil față de regulamentul de siguranță al sportului de tip paintball. 

## Echipament
Echipamentul de paintball folosit, depinde de tipul de joc, de exemplu: woodsball, speedball sau scenario; de cât de mulți bani sunt dispuși să cheltuiască pe echipament; și de preferința personală. Cu toate acestea, aproape fiecare jucător va utiliza trei piese de bază a echipamentului:
- arma;
- capsule-proiectil;
- masca.

Echipamentele suplimentare, văzute frecvent printre jucătorii frecvenți, participanții la turnee și jucătorii profesioniști, includ:
- Tricouri și pantaloni de paintball;
- Tampoane pentru genunchi și coate;
- Mănuși;
- Suspensor;
- Alte echipamente de marcare a vopselei;
- Vehicule;
- Telecomenzi.

## Reguli de joc
Regulile după care se desfășoară un joc sunt variate și pot include:
- capturarea steagului,
- eliminarea,
- limitarea numărului de proiectile folosite,
- apărarea sau atacul unei anumite zone sau al unui punct de pe teren, etc.

În funcție de tipul de joc, o partidă se poate desfășura în câteva minute sau chiar în câteva zile, în cazul jocurilor de tip scenariu. 